# Црква Ваведења Пресвете Богородице у Великом Крушеву
Црква Ваведења Пресвете Богородице је делимично оскрнављена црква у Великом Крушеву, на Косову и Метохији. Припада Епархији рашко-призренској Српске православне цркве. Цркву је по предању подигла сестра Стефана Дечанског.
У Богородичиној цркви у селу Крушеву био је очуван део надгробне, камене плоче са урезаним текстом. Текст је у 6 редова, писан крупним уставним словима. Резање је изведено сигурно. Око текста изведена је широка бордура а изнад текста су урезане две розете. Плоча припада другој половини 14. века и представља важан историјски и епиграфски споменик. Мермерна надгробна плоча садржо натпис рабе Марене , односно, Негославе, мајке Кнеза Војислава и Кесара Војихне , чија је унука позната монахиња Јефимија. У натпису стоји: Трећег дана месеца септембра представи се раба (божија) Марена, звана Негослава, мати Војислава и Војихне и овде је њен вечни гроб и спомен.
Становници Великог Крушева и суседног села Беркова су на темељима старе цркве подигли нову 1980/1981. године. На старом гробљу око цркве налази се неколико надгробних крстова међу којима је на једном урезан стилизовани допојасни лик жене са обнаженим грудима.

## Основ за упис у регистар споменика културе
Решење Завода за заштиту и научно проучавање споменика културе АКМО у Приштини, бр. 243 од 1958. године Закон о заштити споменика културе и природних реткости (Сл. гласник НРС бр. 54/48).

## Разарање цркве 1999. године
По доласку италијанских снага КФОР-а, црква је проваљена је и обесвећена, а затим делимично спаљена од стране албанских екстремиста. У претходном периоду црква је делимично обновљена.